# Zjednoczeni Ponad Podziałami
Zjednoczeni Ponad Podziałami (ZPP) – polska partia polityczna założona w 2018 pod nazwą Akcja Zawiedzionych Emerytów Rencistów (AZER), którą nosiła do 2022. Powstała w miejsce istniejącej w latach 2012–2017 Partii Emerytów Rencistów RP, na czele której, podobnie jak w AZER/ZPP, stał Wojciech Kornowski (w przeszłości także założyciel Polskiej Partii Gospodarczej, Polskiej Unii Gospodarczej i Ogólnopolskiej Koalicji Obywatelskiej, p.o. przewodniczącego Krajowej Partii Emerytów i Rencistów, jak również prezydent organizacji Konfederacja Pracodawców Polskich).

## Historia
AZER została zarejestrowana 1 sierpnia 2018, po półrocznym rozpatrywaniu przez Sąd Okręgowy w Warszawie wniosku złożonego przez Wojciecha Kornowskiego (który został przewodniczącym partii), Sławomira Batoga i Maksymiliana Bartolda. W wyborach samorządowych w tym samym roku Sławomir Batóg kandydował do sejmiku mazowieckiego z listy Wolnych i Solidarnych.
Przed wyborami parlamentarnymi w 2019 z AZER związało się m.in. szereg dotychczasowych działaczy Samoobrony. W sztabie wyborczym znaleźli się m.in. liderzy Związku Słowiańskiego oraz Stronnictwa Patriotycznego Polski i Polonii, a także dyrektor biura poselskiego Janusza Sanockiego (szefa koła Przywrócić Prawo). Z partią związali się także działacze dawnego komitetu wyborczego Polskie Rodziny Razem (wywodzący się z Ligi Polskich Rodzin). Współpracę z AZER podjęły też m.in. Stronnictwo Narodowe im. Dmowskiego Romana i Piast – Jedność Myśli Europejskich Narodów, a także byli liderzy Polski Patriotycznej. W wyborach AZER zarejestrowała listy do Sejmu w trzech okręgach. W okręgu konińskim listę otworzył Zdzisław Jankowski (były poseł Samoobrony RP, jeden z liderów Związku Słowiańskiego i Polski Patriotycznej), a na 2. miejscu znalazł się prezes Piast-JMEN Eugeniusz Maciejewski. W okręgu białostockim listę otworzył Mirosław Basiewicz, znaleźli się na niej też m.in. członkowie Samoobrony i WiS. W okręgu siedleckim listę otworzył Adam Bednarczyk z Organizacji Narodu Polskiego – Liga Polska, znalazł się na niej także m.in. członek Stronnictwa Pracy. W pozostałych okręgach ugrupowanie udzieliło poparcia Konfederacji Wolność i Niepodległość. W wyborach komitet AZER uzyskał 5448 głosów (0,03% w skali kraju, co dało przedostatnie, 9. miejsce wśród wszystkich komitetów), zajmując ostatnie miejsce we wszystkich trzech okręgach. W konińskim zdobył 0,64% głosów, a w pozostałych nieco ponad 0,3%.
W wyborach prezydenckich w 2020 kandydatem partii miał być Kajetan Pyrzyński, jednak nie zebrał on wymaganej liczby podpisów, a po nieodbyciu się głosowania nie powołał komitetu w powtórzonych wyborach.
Od 2021 partia posługiwała się nieformalną nazwą „Akcja Zjednoczonych Emerytów i Rolników”. 22 lutego 2022 liczne organizacje na czele z AZER podpisały deklarację dotyczącą powołania w wyborach parlamentarnych w 2023 wspólnego komitetu Zjednoczeni Ponad Podziałami. Wśród sygnatariuszy znalazły się partie polityczne (WiS, SPPiP, SN im. Dmowskiego Romana, Stronnictwo „Piast”, Wspólnie dla Zdrowia i Przebudzeni Konsumenci) oraz szereg innych organizacji (m.in. Krajowy Związek Rolników, Kółek i Organizacji Rolniczych kierowany przez Władysława Serafina, byłego posła PSL). W październiku tego samego roku partia AZER przyjęła nazwę ZPP. 
W wyborach w 2023 ugrupowanie zarejestrowało dwóch kandydatów do Senatu związanych z Konfederacją WiN (konkurujących jednak z jej kandydatami z Ruchu Narodowego): Zbigniewa Dąbrowskiego z Konfederacji Korony Polskiej i Pawła Wyrzykowskiego z Nowej Nadziei. Zajęli oni ostatnie miejsca w swoich okręgach (łącznie oddano na nich 13 422 głosy). W wyborach do Sejmu i pozostałych możliwych okręgach do Senatu ZPP opowiedzieli się za głosowaniem na kandydatów Konfederacji.
W wyborach prezydenckich w 2025 partia początkowo wspierała ubiegającego się o kandydowanie Dawida Jackiewicza, jednak wkrótce zmieniła decyzję, popierając Karola Nawrockiego (krytycznie oceniając przy tym jego kampanię).

## Program
Partia ma silnie krytyczny stosunek do ugrupowań rządzących w okresie III Rzeczypospolitej (wymieniając PiS, PO, PSL i SLD), uznając za priorytet niedopuszczenie ich do rządzenia. Postuluje powołanie Biura Interwencji Państwa. Proponuje także rozwiązania dotyczące reformy wymiaru sprawiedliwości. AZER kładzie nacisk na sprawy emerytów i rencistów, a także gospodarki (m.in. uproszczenie podatków oraz przepisów dotyczących działalności gospodarczej), polityki rodzinnej, służby zdrowia oraz wsi i rolnictwa.